# Springfield (Minnesota)
Springfield è una città degli Stati Uniti d'America, situata in Minnesota, nella Contea di Brown.

## Infrastrutture e trasporti
Il comune era servito dalla ferrovia Tracy Subdivision.